# Dagmar Wöhrl
 (août 2016).
Si vous disposez d'ouvrages ou d'articles de référence ou si vous connaissez des sites web de qualité traitant du thème abordé ici, merci de compléter l'article en donnant les références utiles à sa vérifiabilité et en les liant à la section « Notes et références ».
Dagmar Wöhrl, de son nom complet Dagmar Gabriele Wöhrl, née le 5 mai 1954 à Stein en Bavière, est une femme politique allemande. 
Elle est l'ancienne secrétaire parlementaire au ministère fédéral de l'Économie et de la Technologie, actuellement membre du gouvernement d'Angela Merkel.

## Biographie
Elle est née le 5 mai 1954 à Stein en Bavière, et grandit avec ses grands-parents, des ouvriers retraités de Siemens.
Abitur en poche, obtenu en 1973, elle fait ses études à l'université Friedrich-Alexander d'Erlangen-Nuremberg à Nuremberg de 1983 à 1987, pour devenir avocate.
Elle a concouru dans plusieurs concours de beauté.

### Carrière politique
De 1994 à 2013, Wöhrl est élue au Bundestag en tant que députée du Nord de Nuremberg, en Bavière.